# Charter Arms Bulldog
El Bulldog es un revólver de 5 tiros y doble acción, diseñado por Doug McClenahan y producido por la Charter Arms. Fue introducido en 1973 y estuvo disponible para los cartuchos .44 Special y .357 Magnum. Fue una de las armas más vendidas durante la década de 1980 y es considerado el arma de presentación de la Charter Arms. Ha sido producido por cuatro compañías diferentes desde que fue introducido al mercado. 

## Historia
Diseñado por el fundador de la Charter Arms, Doug McClenahan, el Bulldog entró al mercado en 1973. Fue una de las armas más vendidas en Estados Unidos durante las décadas de 1970 y 1980. Su diseño y fabricación, que eran bastante modernas en aquel entonces, llamaron la atención de la prensa especializada en armas de fuego y tiradores prácticos. Para mediados de la década de 1980, se habían producido más de 500 000 unidades y cada año se fabricaban unos 37 000. La producción del Bulldog fue detenida en unas cuantas ocasiones desde 1992, cuando la Charter Arms (el fabricante original) entró en bancarrota.
Poco tiempo después, la fabricación se reinició nuevamente bajo la marca Charco (compañía descendiente de la Charter Arms), pero esta compañía también entró en bancarrota; los modelos producidos durante este período mostraban obvios fallos de producción. Fue producido otra vez por la Charter 2000; esta compañía, que también quebró, mejoró el arma con un cañón macizo, punto de mira y eyector enfundado. El modelo original no tenía eyector enfundado y el punto de mira de aluminio estaba soldado al cañón.
En junio de 2007 se empezó a producir una versión del Bulldog con nuevas características, por otra compañía llamada Charter Arms, pero esta vez fue distribuido por MKS Supply.
El Bulldog fue empleado por el infame asesino en serie David Berkowitz, alias “El asesino del calibre .44” y “El hijo de Sam”, que fue responsable por una brutal serie de ataques y asesinatos en la ciudad de Nueva York durante 1976-1977 antes de ser capturado por un flagrante error de estacionamiento.

## Descripción
Al igual que la mayoría de armas de Charter Arms, el Bulldog es un sencillo revólver de cañón corto relativamente barato. Puede portarse oculto con facilidad debido a su pequeño tamaño, además de no tener bordes agudos que interfieran con éste cuando es transportado en una funda o en un bolsillo. El Bulldog es un tradicional revólver de doble acción con armazón macizo, con un tambor de 5 cartuchos que se abre al apretar la palanca del retén en el lado izquierdo del armazón, o al jalar la varilla eyectora en el modelo original. Tiene un alza cóncava. Su gatillo es bastante ligero de apretar, tanto en acción simple como en doble acción. Si se acumula una gran cantidad de hollín en el revólver debido al uso intenso, el tornillo del eje del soporte del tambor puede desatornillarse y el tambor se retira del armazón para su limpieza. La mayoría de críticos creen que el mejor uso que se le puede dar al Bulldog es para defensa personal.

### Desempeño
La precisión del Bulldog es ayudada por la presión de su gatillo. Según diversas reseñas, es más preciso de lo que se podría esperar de un revólver de su tamaño y tipo, pero probablemente no lo suficiente para ser considerado un arma "precisa".
Cuando el revólver es disparado, el martillo no golpea al percutor. En circunstancias normales de disparo, una pequeña barra de acero (llamada barra de transferencia) es elevada mientras se jala el gatillo, situándose en una posición entre el percutor y el martillo. El martillo golpea la barra de transferencia, que a su vez golpea el percutor y se dispara el revólver. Si el gatillo no está siendo jalado cuando el martillo se suelta, la barra de transferencia no estará en posición y el revólver no se disparará. 

### Munición
El Bulldog aparentemente está destinado a utilizar balas ligeras y rápidas, ya que al emplear balas más pesadas y lentas es menos preciso. Con la mayoría de cartuchos, su velocidad de boca tiende a estar entre 215 m/s y 305 m/s. Para defensa personal, el cartucho Blazer Gold Dot con carga propulsora de 13 g (200 granos) es aparentemente el cartucho indicado para el Bulldog. Si el Bulldog es empleado para cazar, el cartucho más efectivo es el SWC con carga propulsora de 15 g o 16 g (240 o 250 granos). Con este tipo de cartucho, el disparo es muy potente y tiene una fuerte penetración, pero el retroceso puede ser fácilmente controlado. Otros tipos de cartuchos son más débiles o producen demasiado retroceso.

## Modelos
Se produjeron cinco modelos del Bulldog, permitiéndole a los usuarios elegir entre: cartuchos .44 Special y .357 Magnum, revólveres de 184 mm y 171 mm (7,2 pulgadas y 6,7 pulgadas) de longitud y cañones de 64 mm o 56 mm (2,5 pulgadas y 2,2 pulgadas) de longitud. Todos los modelos del Bulldog tienen un tambor de 5 cartuchos. Actualmente, la Charter Arms solamente ofrece las versiones 14420, 74420 y 74421. El Police Undercover también puede ser considerado una variante del Bulldog, ya que es producido con el mismo modelo de armazón pero su calibre es distinto y fue hecho para parecerse al Undercover.
| Variante     | Munición    | Calibre | Longitud              | Cañón                | Peso               | Tambor      | Empuñadura | Martillo           |
| ------------ | ----------- | ------- | --------------------- | -------------------- | ------------------ | ----------- | ---------- | ------------------ |
| Modelo 13520 | .357 Magnum | 9 mm    | 171 mm (6,7 pulgadas) | 56 mm (2,2 pulgadas) | 620 g (21,8 onzas) | 5 cartuchos | Full       | Doble Acción       |
| Modelo 14420 | .44 Special | 11 mm   | 184 mm (7,2 pulgadas) | 64 mm (2,5 pulgadas) | 620 g (21,8 onzas) | 5 cartuchos | Full       | Doble Acción       |
| Modelo 73520 | .357 Magnum | 9 mm    | 171 mm (6,7 pulgadas) | 56 mm (2,2 pulgadas) | 570 g (20,1 onzas) | 5 cartuchos | Full       | Doble Acción       |
| Modelo 74420 | .44 Special | 11 mm   | 184 mm (7,2 pulgadas) | 64 mm (2,5 pulgadas) | 570 g (20,1 onzas) | 5 cartuchos | Full       | Doble Acción       |
| Modelo 74421 | .44 Special | 11 mm   | 184 mm (7,2 pulgadas) | 64 mm (2,5 pulgadas) | 620 g (21,8 onzas) | 5 cartuchos | Full       | Doble Acción Única |